# Acciona
Acciona è una società spagnola che si occupa di ingegneria civile, costruzioni e infrastrutture. È stata fondata nel 1997 dalla fusione di Entrecanales y Tavora e Cubiertas y MZOV.
L'azienda ha la sua base a Alcobendas nella Comunità Autonoma di Madrid, mentre la sede statunitense si trova a Chicago. Il Gruppo Acciona è formato da oltre 100 società che occupano diversi settori dell'economia, tra i quali quello immobiliare, delle energie alternative, della logistica delle infrastrutture e dei trasporti.

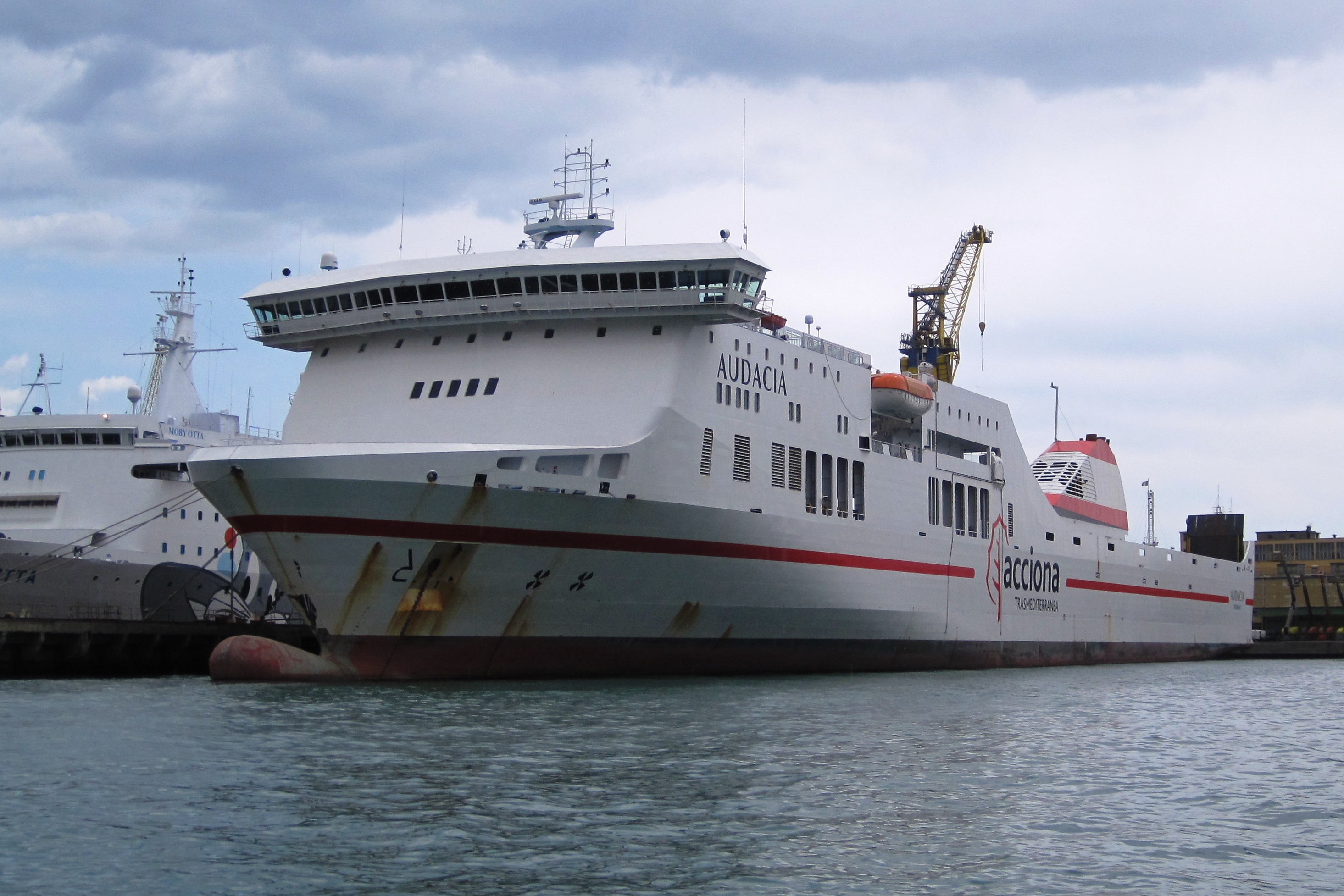
L'Audacia a Genova, quando vestiva i colori di Acciona

Acciona Trasmediterranea, è la principale compagnia di traghetti della Spagna; grazie ad una moderna flotta di 25 navi, collega giornalmente la penisola con le Isole Baleari, le Canarie, Ceuta e Melilla. Offre inoltre collegamenti per il Marocco, Algeria e Francia.
Acciona ha partecipato, come socio di minoranza, alla scalata di Enel sulla spagnola Endesa, e ha poi ceduto la sua quota (25%) a Enel per 8,22 miliardi di euro, nel febbraio del 2009.

## Maggiori progetti
Tra i maggiori progetti si ricordano il Ting Kau Bridge in Hong Kong, ultimato nel 1998
e la diga di Alqueva, in Portogallo, inaugurata nel 2002.